# Plan de carrière
Plan de carrière (Partner Track)  est une série télévisée américaine en dix épisodes créée par Georgia Lee et mise en ligne au niveau mondial le 26 août 2022 sur Netflix. Une deuxième saison est annoncée puis annulée.

## Synopsis
À New York, Ingrid Yun travaille comme associée dans un grand cabinet d'avocats d'affaires, avec ses amis Tyler et Rachel. Tous trois approchent de la trentaine et sont éligibles au rang de partenaires. Ingrid va tout faire pour y arriver, en obéissant aux ordres de son chef Marty, mais au fil du temps, elle va se demander si tous ces sacrifices en valent la peine. Un nouvel associé anglais, Jeff, l'attire mais semble peu fiable, et Ingrid sort avec le beau et riche Nick.

## Distribution

### Acteurs principaux
- Arden Cho (VF : Geneviève Doang) : Ingrid Yun
- Alexandra Turshen (VF : Claire Morin) : Rachel Friedman
- Bradley Gibson (VF : Mike Fédée) : Tyler Robinson
- Dominic Sherwood (VF : Gauthier Battoue) : Jeff Murphy
- Rob Heaps (VF : Rémi Gutton) : Nick Laren
- Nolan Gerard Funk (VF : Nicolas Duquenoy) : Dan Fallon
- Matthew Rauch (VF : Bernard Bollet) : Marty Adler
- Roby Attal (VF : Alan Aubert-Carlin) : Justin Coleman

### Acteurs récurrents et invités
- Lena Ahn : Lina Yun, la jeune sœur d'Ingrid
- Desmond Chiam (VF : Vincent Bonnasseau) : Zi-Xin 'Z' Min
- Catherine Curtin : Margo
- Fredric Lehne : Ted Lassiter
- Ronald Peet : Anthony, le compagnon de Tyler
- Zane Phillips (VF : Guillaume Pevée) : Hunter Reed
- Will Stout (VF : Jim Redler) : Todd Ames
- Rich Ting : Carter Min, le frère de Z
- Daniel Gerroll : Raymond Vanderlin
- Alejandro Hernandez (VF : Yoann Sover) : Valdo
- Esther Moon (VF : Yumi Fujimori) : Soo-jung Yun, la mère d'Ingrid et Lina
- Jo Sung (VF : Stéphane Miquel) : Sang-hoon Yun, le père d'Ingrid et Lina
- Becky Ann Baker : Gigi Weaver
- Tehmina Sunny (VF : Nayéli Forest) : Victoria St. Clair

 Source et légende : version française (VF) sur RS Doublage

## Production

### Développement
Le 16 avril 2021, Netflix a donné à la production une commande directe en série composée de dix épisodes.
La série est créée par Georgia Lee, la réalisatrice du film Red Doors (2005) et l'une des productrices de la série Les 100. La série adapte un roman de Helen Wan, The Partner Track, paru en 2013.

### Casting
À l'annonce de la création de la série, les principaux rôles sont d'ores et déjà attribués à Arden Cho, Bradley Gibson (vu dans Power Book II: Ghost), Alexandra Turshen, Dominic Sherwood, Rob Heaps, Nolan Gerard Funk, et Matthew Rauch.

### Fiche technique
Sauf indication contraire, les informations mentionnées dans cette section peuvent être confirmées par la base de données cinématographiques IMDb,  présente dans la section « Liens externes ».
- Titre  et français : Plan de carrière
- Titre original : Partner Track
- Création : Georgia Lee
- Scénario : Katie Do, Nikki Goldwaser, Georgia Lee, Conway Preston, D.C. Rogers, Kim Shumway, Mira Z. Barnum et Sarah Goldfinger, d'après Helen Wan
- Réalisation : Julie Anne Robinson, Kevin Berlandi, Tanya Wexler, Lily Mariye et Adam Brooks
- Photographie : Tobias Datum, Hollis Meminger et Moira Morel
- Montage : Karoliina Tuovinen, Shawn Paper, Laura Weinberg et Martin Wilson
- Musique : Allyson Newman & Heather McIntosh
- Société(s) de production : Glee Pictures, Synecdoche Productions, Campout Productions, Jax Media
- Sociétés de distribution (télévision) : Netflix
- Pays d'origine :  États-Unis
- Langue originale : anglais, coréen
- Format :
  - Format image : 720p (HDTV), couleur - 1,78:1 - son Dolby Digital
  - Format audio : 5.1 surround sound
- Genre : Série télévisée judiciaire
- Durée :  40–48 minutes
- Date de première diffusion :
  - Monde: 26 août 2022 sur Netflix

## Épisodes
1. MAC (Material Adverse Change)
2. Méta-stratégie (Meta-Strategy)
3. Dépaysement (Change of Venue)
4. Spéléologie (Due Diligence)
5. Détente laborieuse (Out of Office)
6. Relation client (Client Relations)
7. Points de discussion (Talking Points)
8. Dommages indirects (Consequential Damages)
9. Sans obligation légale (Pro Forma)
10. La Promesse de l'aube (Dawn Raid)

## Accueil critique
Pour Cosmopolitan, c'est une « série à succès », « parmi les séries les plus regardées sur Netflix ».
Pour le site Informelles, la série « met aussi en avant des thématiques ouvertement progressistes comme le féminisme intersectionnel, l’orientation sexuelle ou encore le racisme systémique ».